# ФК Трепча (српски клуб)
ФК Трепча је српски фудбалски клуб из северног дела Косовске Митровице. Тренутно се такмичи у Шумадијско-рашкој зони, четвртом такмичарском нивоу српског фудбала. Године 1932. основали су га рудари из истоименога рудника у Косовској Митровици.
До 1999. постојао је само један ФК Трепча у Косовској Митровици, али након ратних дешавања албанска и српска страна су се поделиле и формирале одвојене клубове са истим именом. Албански клуб је узурпирао право да представља ФК Трепча.
Клуб се 2010. фузионисао са ФК Партизаном из Косовске Митровице. Иако је седиште клуба у Косовској Митровици, своје утакмице као домаћин игра на градском стадиону Звечан у Житковцу.

## Историја
Најуспешнији период клуба је сезона 1976/77. када је клуб освојио прво место у Другој савезној лиги СФР Југославије и тиме по први пут у историји обезбедио учешће у Првој лиги СФР Југославије. Прву сезону у елитном рангу су завршили на последњем 18. месту, тако да су већ након једне сезоне испали у нижи ранг. Али клуб је те исте сезоне 1977/78. направио и највећи успех у историји клуба играјући финале Купа СФР Југославије, где је ипак поражен од Ријеке са 1:0.
ФК Трепча је шест пута била освајач првенства Косова и Метохије, док је то такмичење било регионална лига у лигашком систему СФР Југославије/СР Југославије. Такође је освајач и Купа Косова и Метохије у сезони 1991/92.
Након рата на Косову и Метохији и поделе клуба  на српски и албански, Трепча се углавном такмичила у четвртом рангу такмичења. У сезони 2018/19. године освојили су треће место у Шумадијско-рашкој зони и пласирали се у Српску лигу Запад након што је одлучено да се она прошири на 18 клубова. Трепча ће се у Српској лиги такмичити први пут након 17 година.

## Успеси
- Друга савезна лига СФР Југославије
  - Првак (1): 1976/77.
- Куп СФР Југославије
  - Финалиста (1): 1977/78.
- Првенство Косова и Метохије
  - Првак (5): 1947, 1948/49, 1950, 1952, 1954/55.
- Куп Косова и Метохије
  - Победник (7): 1991/92, 2002/03, 2010/11, 2011/12, 2013/14, 2015/16, 2018/19.

## Новији резултати
| Сезона   | Ранг | Лига                  | Позиција | ИГ  | Д  | Н  | П  | ГД | ГП | ГР  | Бод    | Куп                  |
| -------- | ---- | --------------------- | -------- | --- | -- | -- | -- | -- | -- | --- | ------ | -------------------- |
| 2010/11. | 4    | Зона Морава           | 3.       | 30  | 17 | 2  | 11 | 45 | 12 | +13 | 65     | Није се квалификовао |
| 2011/12. | 4    | Зона Морава           | 12.      | 28  | 8  | 7  | 13 | 24 | 35 | -11 | 30(-1) | Претколо             |
| 2012/13. | 4    | Зона Морава           | 13.      | 30  | 8  | 9  | 13 | 31 | 38 | -7  | 33     | Претколо             |
| 2013/14. | 4    | Зона Морава           | 10.      | 30  | 10 | 7  | 13 | 44 | 53 | -9  | 37     | Није се квалификовао |
| 2014/15. | 4    | Зона Морава           | 9.       | 30  | 11 | 9  | 10 | 35 | 28 | +7  | 42     | Шеснаестина финала   |
| 2015/16. | 4    | Зона Морава           | 12.      | 28  | 8  | 8  | 12 | 32 | 45 | -13 | 32     | Није се квалификовао |
| 2016/17. | 4    | Зона Морава           | 6.       | 28  | 10 | 10 | 8  | 31 | 27 | +4  | 40     | Претколо             |
| 2017/18. | 4    | Зона Морава           | 11.      | 28  | 9  | 4  | 15 | 31 | 45 | -14 | 31     | Није се квалификовао |
| 2018/19. | 4    | Зона Шумадијско-рашка | 3.       | 26  | 13 | 5  | 8  | 43 | 28 | +15 | 44     | Није се квалификовао |
| 2019/20. | 3    | Српска лига Запад     | 9.       | 191 | 8  | 5  | 6  | 24 | 19 | +5  | 29     | Није се квалификовао |
| 2020/21. | 3    | Српска лига Запад     | 5.       | 34  | 14 | 13 | 7  | 44 | 28 | +16 | 55     | Није се квалификовао |
| 2021/22. | 3    | Српска лига Запад     | 16.      | 30  | 3  | 6  | 21 | 18 | 54 | -36 | 15     | Није се квалификовао |
| 2022/23. | 4    | Зона Шумадијско-рашка | 6.       | 26  | 9  | 9  | 8  | 40 | 37 | +3  | 36     | Није се квалификовао |
| 2023/24. | 4    | Зона Шумадијско-рашка | 4.       | 25  | 11 | 5  | 9  | 40 | 40 | 0   | 38     | Није се квалификовао |
| 2024/25. | 4    | Зона Морава           | —        | —   | —  | —  | —  | —  | —  | —   | —      | Шеснаестина финала   |

- 1  Сезона прекинута након 19 кола због пандемије Корона вируса